# Cultura de Liberia
La cultura de Liberia refleja las diversas etnias de la nación y una larga historia. Liberia está ubicada en África Occidental en la costa del Atlántico.

## Idioma
El idioma oficial de Liberia es el inglés. También hay más de 20 idiomas indígenas, algunos de los cuales tienen su propio y único alfabeto. Entre los idiomas liberianos más estudiados en escuelas y universidad se encuentran el bassa y el vai y en menor medida, el kpelle. Loma y Mende también tienen sus propios alfabetos pero son menos estudiados. Ambos idiomas destacan por sus alfabetos y fonéticos únicos que no se basan en el alfabeto latino o en ningún idioma europeo, sino que surgieron de las visiones de cada inventor del idioma. El alfabeto bassa fue popularizado por el Dr. Thomas Narvin Lewis a principios del siglo XX después de estudiar en la Universidad de Siracusa. Le dio forma a dicho alfabeto después que tuvo contacto con antiguos esclavos de origen bassa en Brasil y las Indias Occidentales, que todavía estaban utilizando el idioma. El vai es otro idioma antiguo de Liberia pero su alfabeto es distinto del alfabeto bassa.

## Literatura

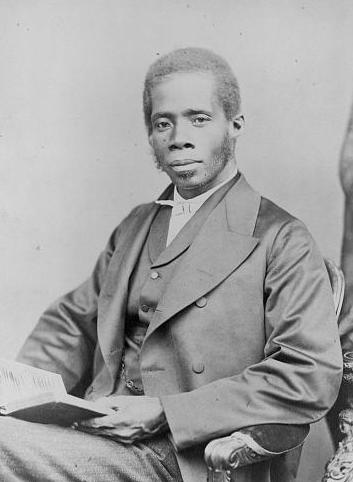
Edward Wilmot Blyden.

Ha existido una rica tradición literaria en Liberia durante más de un siglo. A pesar de que los colonos europeos e historiadores señalan a Liberia como un país sin una escritura tradicional hasta el siglo XIX, varios autores Liberianos a lo largo de los años han contribuido con escrituras en varios géneros. Han escrito sobre arte popular, proverbios antiguos, vida cotidiana en campo, vida en ciudad, religión y observación de sus propias vidas. Cultura, tradición, identidad, sociedad, temas tabú, derechos humanos, igualdad y diversidad dentro de Liberia, multiculturalismo, panafricanismo, colonialismo, han aparecido en novelas, libros, y revistas desde el siglo XIX.
La poesía es una regla importante para la literatura Liberiana. Muchos autores han presentado sus estilos poéticos. A menudo agregando sus perspectivas únicas, escribiendo estilos de escritura y observando el material y el mundo espiritual en sus libros. Los escritores destacados de Liberia también comparten una variedad de géneros que cruzan varias décadas.
En el siglo XIX, Edward Wilmot Blyden era el autor más famoso de Liberia. Diplomático, educador, estadista y escritor, Blyden era considerado uno de los primeros padres del panafricanismo, junto con W. E. B. Du Bois y Marcus Garvey. Sus escrituras giraban en torno de la necesidad de que los Africanos desarrollaran su propia identidad, ser consciente cultural, espiritual y políticamente de su propio potencial y presidir su propio gobierno  y refutar la visión Europea de los Africanos como "sin cultura". Estas escrituras inspiraron a varios autores Liberianos en muchos años y todavía lo sigue haciendo. Al final, es conocido en la historia del mundo y en el continente Africano como el genio detrás de la frase, "¡África para los Africanos!" y luego inspirado por el Movimiento Back to Africa de Marcus Garvey. Blyden es un héroe nacional en Liberia.

## Gastronomía
El arroz es con mucho el plato más importante en la gastronomía liberiana, aunque la pasta ha ganado importancia debido a los altos costos del arroz. Sin embargo, Liberia también produce yuca, bananas, cítricos y coco. Las patatas dulces también son una parte importante de la gastronomía liberiana y se comen con ñame, ocumo, plátanos, mangos, piñas y varios tipos de nueces y cacahuates. 
Si bien se consume pescado, la carne es utilizada aún más como condimento para platos (junto con pescado seco y ahumado). Los guisos (conocidos como soups), son los platos más comunes y son condimentados con chile habanero y chiles. La gastronomía liberiana también es atípica de la cocina de África Occidental en su conjunto, ya que el país tiene la tradición de hornear.

## Medios de comunicación

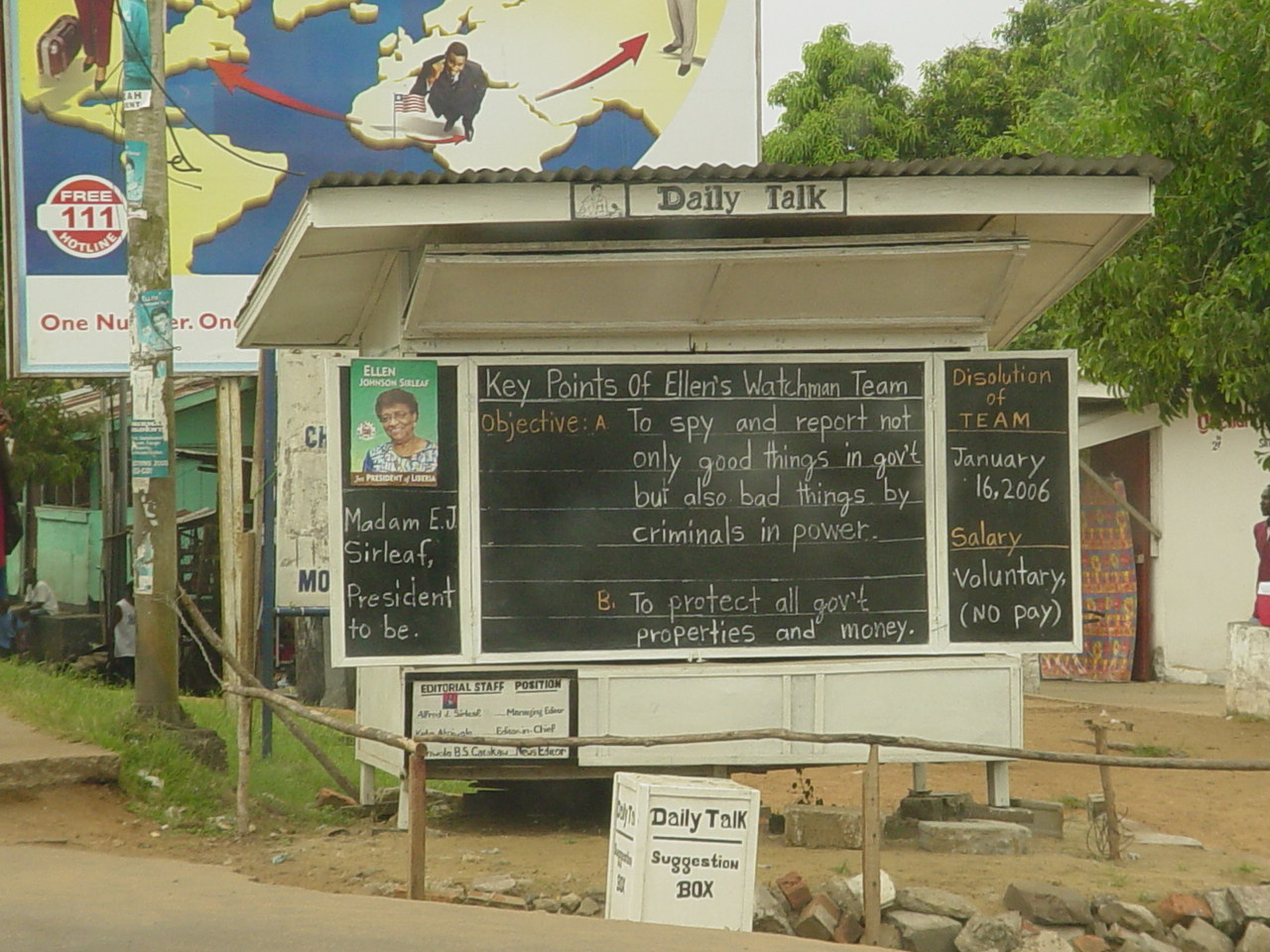
The Daily Talk en Monrovia

Numerosos periódicos, estaciones de radio, y programas de televisión son transmitidos y pueden ser escuchados en la capital, Monrovia, ciudades en la costa y ciudades y campo. Las radios, periódicos y artículos en línea de noticias son la forma principal de masas de comunicación en Liberia en años recientes incluso superando las estaciones de televisión como las formas más accesibles de medios para todos los Liberianos. Varias estaciones de radio populares de FM tienen sus sedes en Monrovia junto a varios periódicos nacionales. Las mayores estaciones de radio en Liberia son UNMIL Radio, Radio ELWA, Truth Radio, ELBC Radio y STAR Radio. Todas están disponibles para escuchar en programas en línea. Actualmente no hay estaciones de radio AM (que existían antes de la guerra) pero hay pocas estaciones de onda corta. Las radios también sirven para promover la paz, reconciliación y conexión en el país en zonas rurales y urbanas.
Entre los periódicos más famosos en Monrovia figura The Daily Talk, un periódico que tiene todas las funciones de cualquier periódico importante pero que es escrito en una pizarra. Dicho periódico es accesible a cualquier persona que viva en Monrovia. Varios periódicos nacionales pueden también ser encontrados en línea y en Liberia. Los periódicos más leídos son Liberia Herald, The Analyst, Liberian Observer, The News, The Heritage, y The Inquirer, entre otros. Varios periodistas liberianos han sido premiados con premios nacionales e internacionales y han sido aclamados en el mundo por su compromiso con la libertad de prensa y la promoción de la Democracia en los países y regiones posguerra.